# Gerardo Amieiro
Gerardo Osvaldo Amieiro (Olivos, Buenos Aires; 19 de julio de 1946) es un político argentino, ex-intendente del partido de San Fernando, en la Zona Norte del Gran Buenos Aires. Fue elegido para ejercer el cargo por primera vez en las elecciones generales del 14 de mayo de 1995; reelegido de manera consecutiva en 1999, 2003 y 2007 hasta el 2011 donde perdió contra Luis Andreotti.

## Biografía
Vivió en su juventud en la localidad de Olivos, en el partido de Vicente López. Desde 1968 militó en las filas de la Juventud Peronista. A principios de la década de 1970 se radica definitivamente en San Fernando. Con la apertura democrática de 1983, ejerció el cargo de concejal durante diez años siendo en ocho presidente del Concejo Deliberante local.